# Operación Atamán
La Operación Atamán fue la ocupación del Friul septentrional por parte de las tropas cosacas introducidas en la Wehrmacht, en el cuadro de la consolidación de la Zona de operaciones del Litoral adriático.

## Historia
Durante la invasión de la Unión Soviética, las fuerzas armadas alemanas e italianas incorporaron algunas decenas de miles de voluntarios cosacos en la Wehrmacht, en las Waffen-SS y en el Regio Ejército. El 10 de noviembre de 1943, cuando la Unión Soviética había ya reconquistado vastas porciones de los territorios perdidos entre 1941-42, una proclamación del Ministro de los territorios ocupados del Este, Alfred Rosenberg y del comandante de la Wehrmacht Wilhelm Keitel aseguró a los soldados cosacos del Don, del Kuban y del Terek que, derrotada la URSS, estos tendrían posesiones de amplias autonomías en los territorios de procedencia, y provisionalmente también en otras partes de Europa, siempre que los acontecimientos bélicos hubieran rendido "temporalmente" imposible el regreso sobre sus tierras.
Durante el verano de 1944, el área del alto Friul fue escenario de numerosas operaciones partisanas, que culminaron el 26 de septiembre de ese año en la proclamación de la República Partisana de Carnia.
Por esta razón, en julio de 1944, el Comandante en Jefe de las SS y de la policía de Trieste, Odilo Globočnik, acordó el establecimiento de las tropas cosacas en el área: fue el comienzo de la Operación Ataman, que en el transcurso de unas pocas semanas transfirió aproximadamente 22.000 Cosacos (9.000 soldados, 6.000 "viejos", 4.000 "familiares" y 3.000 "niños"), además de 4.000 "caucásicos" (2.000 soldados y tantos familiares) en 50 trenes de carga militares.

### ElKosakenland
Derrotados en octubre en la zona franca de Carnia por las fuerzas italo-germanas, los cosacos comenzaron a establecer el "Kosakenland en Norditalien" prometido por los alemanes, replicando su organización social, estilos de vida y ceremonias religiosas en las aldeas. El municipio de Verzegnis se convirtió en la sede del jefe supremo de las fuerzas cosacas, el Atamán Pyotr Nikolaevich Krasnov, mientras que algunos países fueron renombrados con los nombres de ciudades rusas (Alesso fue renombrado en Novočerkassk, Trasaghis en Novorossiysk, Cavazzo en Krasnodar). Tolmezzo era la sede del Consejo cosaco. 
Numerosos destacamentos también operaron en parte de los Valles de la Torre y Valli del Natisone. 
Con el avance de los aliados en Italia, los cosacos de Carnia comenzaron la dramática retirada a través del Paso del Monte Croce Carnico hacia Austria, donde el 9 de mayo de 1945 se rindieron a las tropas inglesas cerca de la ciudad de Lienz, y en su mayor parte se entregaron a los soviéticos que los deportaron a los gulags donde, según las estimaciones, solo la mitad de ellos sobrevivieron; Muy pocos sobrevivieron dispersos en el resto de Europa.